# Liste der Kulturdenkmale in Griesen (Oranienbaum-Wörlitz)
Die Liste der Kulturdenkmale in Griesen enthält die Kulturdenkmale des Landesamtes für Denkmalpflege und Archäologie in Sachsen-Anhalt in der Ortschaft Griesen mit den Ortsteilen Drehberg und Münsterberg der Gemeinde Oranienbaum-Wörlitz und ist eine Teilliste der Liste der Kulturdenkmale in Oranienbaum-Wörlitz. Grundlage ist das Denkmalverzeichnis des Landes Sachsen-Anhalt, das auf Basis des Denkmalschutzgesetzes des Landes Sachsen-Anhalt, welches am 21. Oktober 1991 durch das Landesamt erstellt und seither laufend ergänzt wurde (Stand: 31. Dezember 2022).

## Legende
In den Spalten befinden sich folgende Informationen:
- Lage: Nennt den Straßennamen und wenn vorhanden die Hausnummer des Kulturdenkmals. Die Grundsortierung der Liste erfolgt nach dieser Adresse. Der Link „Karte“ führt zu verschiedenen Kartendarstellungen und nennt die geographischen Koordinaten.
Link zu einem Kartenansichtstool, um Koordinaten zu setzen. In der Kartenansicht sind Baudenkmale ohne Koordinaten mit einem roten bzw. orangen Marker dargestellt und können in der Karte gesetzt werden. Baudenkmale ohne Bild sind mit einem blauen bzw. roten Marker gekennzeichnet, Baudenkmale mit Bild mit einem grünen bzw. orangen Marker.
- Offizielle Bezeichnung: Nennt den Namen, die Bezeichnung oder zumindest die Art des Kulturdenkmals und verlinkt, soweit vorhanden, auf den Artikel zum Objekt.
- Beschreibung: Nennt bauliche und geschichtliche Einzelheiten des Kulturdenkmals, vorzugsweise die Denkmaleigenschaften.
- Erfassungsnummer: Für jedes Kulturdenkmal wird in Sachsen-Anhalt eine 20stellige Erfassungsnummer vergeben. Die letzten zwölf Ziffern werden für die Untergliederung nach Teilobjekten genutzt und werden nur angegeben, soweit vergeben. In dieser Spalte kann sich folgendes Icon  befinden, dies führt zu Angaben zu diesem Baudenkmal bei Wikidata.
- Ausweisungsart: Die Einordnung des Denkmales nach § 2 Abs. 2 DenkmSchG LSA
- Bild: Ein Bild des Denkmales, und gegebenenfalls einen Link zu weiteren Fotos des Kulturdenkmals im Medienarchiv Wikimedia Commons. Wenn man auf das Kamerasymbol klickt, können Fotos zu Kulturdenkmalen aus dieser Liste hochgeladen werden:

## Kulturdenkmale

### Griesen
| Lage | Bezeichnung            | Beschreibung | Erfassungs- nummer | Ausweisungsart                                | Bild                   |
| --- | ---------------------- | --- | ------------------ | --------------------------------------------- | ---------------------- |
| B 107, südlich der Ortslage Griesen (Karte) | Brücke                 | | 094 40714          | Baudenkmal                                    | Brücke                 |
| südlich von Griesen auf der westlichen Straßenseite vor der Brücke über den Kovensteiggraben (Karte) | Distanzstein           | | 094 40424          | Baudenkmal                                    | Distanzstein           |
| östlich der Eisenbahnstrecke Oranienbaum - Vockerode, südlich der L 133, nördlich des Kapengrabens und westlich des Münsterberger Walls (Karte) | Feld                   | | 094 40671          | Baudenkmal                                    | Feld                   |
| östlich der Gemeindegrenze Griesen - Vockerode, südlich des Krägen, nördlich der L 133 und westlich der Verbindungsstraße Münsterberg - Wörlitz (Karte) | Feld                   | | 094 40672          | Baudenkmal                                    | Feld                   |
| westlich der B 107, nördlich der L 133, südlich der Gemeindegrenze Griesen - Wörlitz und östlich des Neuen Walles in Wörlitz (Karte) | Feld                   | | 094 40675          | Baudenkmal                                    | Feld                   |
| östlich der B 107, nördlich der Gemeindegrenze Griesen - Horstdorf, südlich und westlich der Gemeindegrenze Griesen - Wörlitz, außerhalb der Bebauungsgrenze der Ortslage Griesen (Karte)                                                                      | Feld                   | | 094 40676          | Baudenkmal                                    | Feld                   |
| auf der Grünfläche hinter der Straßenkreuzung am südlichen Ortseingang (Karte) | Kriegerdenkmal Griesen | | 094 40532          | Baudenkmal                                    | Kriegerdenkmal Griesen |
| L 133 vom Ortsausgang Vockerode bis nach Griesen | Allee                  | Allee Der Denkmalbereich zu dem die Allee gehört, ist unter der Erfassungsnummer 094 40715 in Dessau-Roßlau eingetragen. Die Allee verläuft auch durch die Gemarkung von Vockerode.   | 094 40715 003      | Teilobjekt eines Denkmalbereichs - Baudenkmal |                        |
| B 107 zwischen Oranienbaum und Griesen | Allee                  | Allee Der Denkmalbereich zu dem die Allee gehört, ist unter der Erfassungsnummer 094 40715 in Dessau-Roßlau eingetragen. Die Allee verläuft auch durch die Gemarkung von Oranienbaum. | 094 40715 012      | Teilobjekt eines Denkmalbereichs - Baudenkmal |                        |
| An der Tränke 4, 5, 6, 7, 8, 9, 10, 11, 12, Griesener Dorfstraße 1, 2, 3, 4, 5, 6, 7, 8, 9, 10, 11, 12, 13, 14, 15, 16, 17, 18, 19, 20, 21, Hinterreihe 1, 2, 3, 4, 5, 6, 7, 8, 8a, 9, 10, 11, 12, 13, 14, 15, Zum Kirchsteig 2, 3, 4, 5, 7, 8, Zur Brandlache | Ortskern               | Ortskern Teilobjekt des unter Dessau-Roßlau eingetragenen Gartenreichs Dessau-Wörlitz.                                                                                                | 094 40615 008      | Teilobjekt eines Denkmalbereichs              |                        |
| Dorfstraße Friedhof (Karte) | Grabmal                | | 094 40520          | Baudenkmal                                    | Grabmal                |
| Griesener Dorfstraße 14 (alt: Dorfstraße 4) (Karte) | Bauernhof              | | 094 40531          | Baudenkmal                                    | Bauernhof              |
| Griesener Dorfstraße 45 (alt: Dorfstraße 22) (Karte) | Bauernhaus             | | 094 40530          | Baudenkmal                                    | Bauernhaus             |
| Griesener Dorfstraße 44 (alt: Dorfstraße 23) (Karte) | Gasthof                | Gasthof Zu den Linden | 094 40528          | Baudenkmal                                    | Gasthof                |
| Griesener Dorfstraße 43 (alt: Dorfstraße 24) (Karte) | Bauernhof              | | 094 40527          | Baudenkmal                                    | Bauernhof              |
| Griesener Dorfstraße 42 (alt: Dorfstraße 25) (Karte) | Bauernhof              | | 094 40526          | Baudenkmal                                    | Bauernhof              |
| Griesener Dorfstraße 41 (alt: Dorfstraße 26) (Karte) | Bauernhaus             | | 094 40518          | Baudenkmal                                    | Bauernhaus             |
| Griesener Dorfstraße 39 (alt: Dorfstraße 27) (Karte) | Bauernhof              | | 094 40525          | Baudenkmal                                    | Bauernhof              |
| Griesener Dorfstraße 38 (alt: Dorfstraße 28) (Karte) | Bauernhof              | | 094 40524          | Baudenkmal                                    | Bauernhof              |
| Griesener Dorfstraße 37 (alt: Dorfstraße 29) (Karte) | Erbrichterhof          | | 094 40519          | Baudenkmal                                    | Erbrichterhof          |
| Griesener Dorfstraße 24 (alt: Dorfstraße 40) (Karte) | Bauernhof              | | 094 40522          | Baudenkmal                                    | Bauernhof              |
| Griesener Dorfstraße 23 (alt: Dorfstraße 41) (Karte) | Bauernhof              | | 094 40523          | Baudenkmal                                    | Bauernhof              |
| Griesener Dorfstraße 22 (alt: Dorfstraße 42) (Karte) | Bauernhof              | | 094 40648          | Baudenkmal                                    | Bauernhof              |
| Hinterreihe 9 (Karte) | Bauernhof              | | 094 40529          | Baudenkmal                                    | Bauernhof              |
| An der Tränke 10 (alt: Hinterreihe 16) (Karte) | Wohnhaus               | | 094 40517          | Baudenkmal                                    | Wohnhaus               |
| Zum Kirchsteig 2, 3 (Karte) | Schule                 | | 094 40521          | Baudenkmal                                    | Schule                 |

### Drehberg
| Lage    | Bezeichnung | Beschreibung | Erfassungs- nummer | Ausweisungsart | Bild    |
| ------- | ----------- | ------------ | ------------------ | -------------- | ------- |
| (Karte) | Grabmal     |              | 094 40464          | Baudenkmal     | Grabmal |

### Münsterberg
| Lage | Bezeichnung | Beschreibung                                                                           | Erfassungs- nummer | Ausweisungsart                   | Bild    |
| --- | ----------- | -------------------------------------------------------------------------------------- | ------------------ | -------------------------------- | ------- |
| nördlich des Kapengrabens, westlich der B 107, südlich der L 133 und östlich des Münsterberger Walls (Karte) | Feld        | Feld                                                                                   | 094 40673          | Baudenkmal                       | Feld    |
| westlich von Griesen (Karte)                                                                                 | Vorwerk     | Münsterberg                                                                            | 094 40694          | Baudenkmal                       | Vorwerk |
| Münsterberg 1, 2, 3, 5, 6, 7, 8, 10, 11, 12, 13, 14, 15, 15a, 16, 17, 18                                     | Ortskern    | Ortskern Teilobjekt des unter Dessau-Roßlau eingetragenen Gartenreichs Dessau-Wörlitz. | 094 40615 009      | Teilobjekt eines Denkmalbereichs |         |